# Ingolf Viereck
Ingolf Viereck (* 4. Januar 1962 in Wolfsburg) ist ein deutscher Politiker der SPD. Von 1994 bis 2008 gehörte er dem Niedersächsischen Landtag an.

## Leben
Nach einem Studium der Politikwissenschaft und Geschichte ohne Studienabschluss ist Viereck seit dem Jahr 1990 bei der Volkswagen AG (VW) in Wolfsburg als kaufmännischer Angestellter tätig. 2001 war er SPD-Kandidat für das Amt des Wolfsburger Oberbürgermeisters. Er unterlag dem CDU-Kandidaten Rolf Schnellecke. Weiterhin war er in den Jahren 2001 bis 2005 einer der drei gleichberechtigten Bürgermeister der Stadt Wolfsburg.
Viereck führte sein Angestelltenverhältnis auf dem Papier bei Volkswagen auch nach seiner Wahl in den Landtag weiter und bezog bis zum 1. Januar 2005 Gehalt von Volkswagen. Am 1. Juli 2005 wurde die Teilzeitbeschäftigung wieder aufgenommen. VW-Chef Bernd Pischetsrieder wollte die Arbeitsverhältnisse mit den beiden niedersächsischen SPD-Landtagsabgeordneten Ingolf Viereck und Hans-Hermann Wendhausen beenden. Die beiden hatten zehn Jahre lang parallel zu ihren Diäten von 5400 Euro monatlich ein zweites Gehalt von VW kassiert, ohne dass sie dafür arbeiten mussten.
Da er nicht nachweisen konnte, für das von VW erhaltene Gehalt eine konkrete Gegenleistung erbracht zu haben, wurde er vom niedersächsischen Landtagspräsidenten Jürgen Gansäuer auf Grundlage des Abgeordnetengesetzes dazu aufgefordert, eine Zahlung in Höhe von 343.519 € an das Land zu leisten. Viereck ließ über seinen Anwalt verlauten, dass er die Nebeneinkünfte nicht zurückzahlen wolle. Er beruft sich dabei darauf, eine Gegenleistung erbracht zu haben. Welche Gegenleistung er erbracht habe, ließ er jedoch offen. VW bestätigte, dass Viereck keine Gegenleistung erbracht habe.
Der Klage auf die Rückzahlung vor dem Verwaltungsgericht Braunschweig wurde am 16. November 2005 stattgegeben. Wegen der grundsätzlichen Bedeutung des Falls wurde jedoch die Möglichkeit der Berufung zugelassen, welche bereits durch den Anwalt des Politikers angekündigt wurde.
Das niedersächsische Oberverwaltungsgericht hat am 13. März 2008 entschieden, dass Viereck über mehrere Jahre verbotene Zahlungen im Sinne des § 27 Abs. 3 des Niedersächsischen Abgeordnetengesetzes (NAbgG) von der Volkswagen AG erhalten habe und deshalb die erhaltenen Beträge an das Land Niedersachsen abführen müsse.
Die Revision an das Bundesverwaltungsgericht ist nicht zugelassen worden. Die dagegen eingelegte Nichtzulassungsbeschwerde wurde am 29. August 2008 vom 6. Senat des Bundesverwaltungsgerichts zurückgewiesen.
Am 28. April 2005 erklärte Viereck aufgrund des öffentlichen Drucks seinen Rücktritt vom Amt des Bürgermeisters und des Sportausschussvorsitzenden der Stadt Wolfsburg.